# Фляйшмаркт

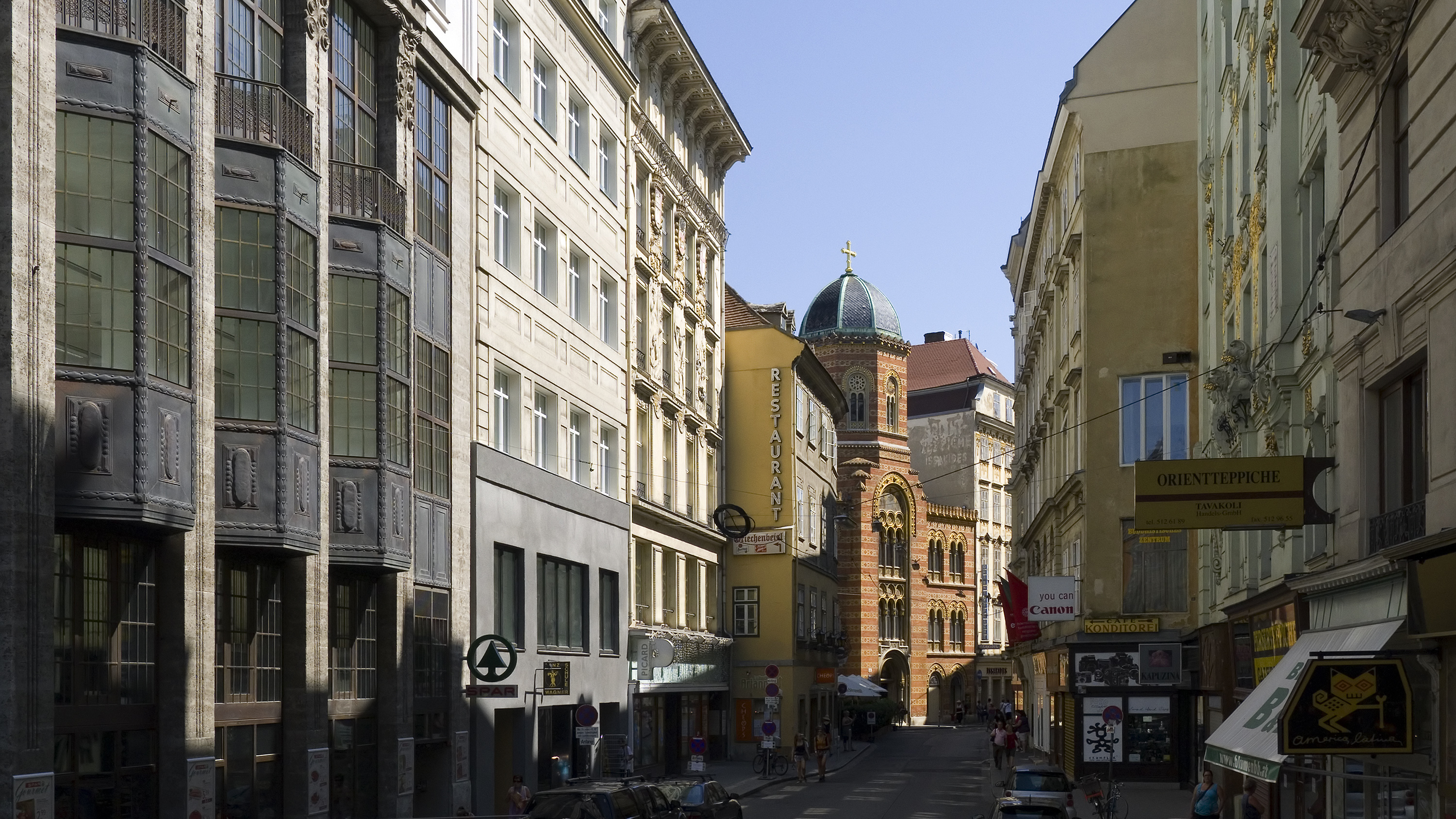
Фляйшмаркт, вид на Свято-Троицкий собор

Фля́йшмаркт (нем. Fleischmarkt — «мясной рынок») — улица в Вене в историческом районе Внутренний Город.

## История
Фляйшмарк является одной из старейших улиц Внутреннего Города и впервые упоминается в 1220 году как carnifices Viennensis. На этой улице располагался старейший мясной рынок Вены и старейшие мясные лавки.
В соответствии с приказом от 1333 года на улице Фляйшмаркт был размещен дом гильдии мясников. До 1256 года вся продажа мяса происходила на соседней маленькой улочке Лихтенштег (Lichtensteg), которая упоминается в документах под разными названиями, например, «старый (бывший) мясной рынок» (domus in antiquo foro carnium, 1258) или «мясной рынок» (in foro carnium, 1314). В неспокойные времена, например в период 1450—1460, харчевни и забегаловки мясного рынка становились местом сбора мятежников и бунтовщиков.

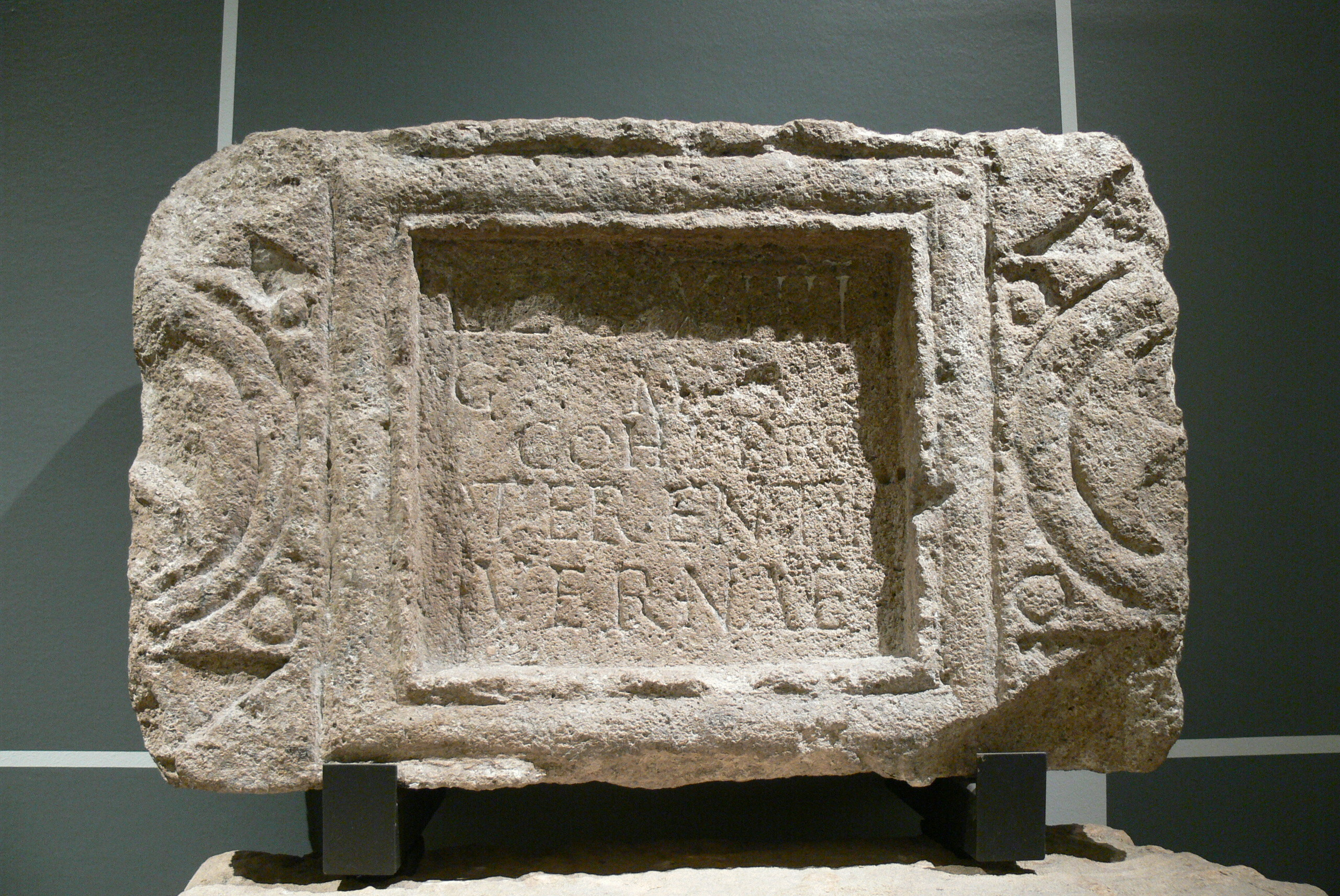
Квадратный каменный блок с надписью XIV Парного легиона (101—114 н. э.): LEG(ionis) XIV G(eminae) M(artiae) V(ictricis) COH(ortis) PR(ioris) (centuria) TERENTI(i) IVERNAE (От центурия Теренция Верна, приора 1-й когорты 14-го легиона). Найден при ремонте дома № 6 в 1911 году, сейчас хранится в Римском музее Вены

Ближе к началу Нового времени к Фляйшмаркту стали причислять дома, граничащие с мясным рынком, но расположенные на близлежащих улицах и переулках (Драхенгассе, Постгассе, Вольфенгассе, Грихенгассе и Лихтеншег).
В 1683 году в результате второй осады Вены турками Фляйшмаркт сильно пострадал от обстрелов.
Долгое время на Фляйшмаркте можно было купить не только мясо, но и древесину. Позднее в 1742 году рынок дерева переехал в район Розау. В 1759 году в результате генеральной перестройки Фляйшмаркта были обнаружены реликты римского периода, множество каменных гробов.
В 18 веке после заключения Пожаревацкого мира в Вену стали приезжать греки, в чьих руках была торговля на Балканах и в Ливане. Множество греков поселились в районе Фляйшмаркта, что, конечно же, отразилось на внешнем виде улицы. Появились многие известные достопримечательности: Грихенбайсль (№ 11), греческий Свято-Троицкий собор (№ 13), Дворец греческого банкира, торговца и посла барона Георга Симона фон Сина (№ 20-22). В это же время многие здания, построенные ещё в готическом стиле, были перестроены в барочные. В начале XIX века была создана большая часть восточной стороны улицы. Во время революции 1848—1849 годов на короткое время улица была переименована в Барикадную («Barrikadenstraße»), а в 1862 году она получила её сегодняшнее название Фляйшмаркт.
В начале 20 века на улице появилось несколько зданий югендстиля (№ 1,3,5,7,14). В 1913 году Фляйшмаркт был продлен до пересечения с улицами Бауэрнмаркт и Юденштрассе, при этом старая нумерация домов была сохранена и появились непонятные новые номера домов, например 1а. В результате этого продления Фляйшмаркт стала пересекаться с Ротентурмштрассе.

## Здания
Примечательные здания улицы.

### № 1 (Ротентурмштрассе 20, Штайрерхоф 2)
В 1830 годах в снесенно предшественнике этого дома жил композитор Теодор Караян. С 1799 года в этом доме располагалось музыкально-типографское издательство Йоханна Меке. в 1909—1910 года австрийский архитектор Артур Барон перестроил здание в стиле Сецессион.

### № 2 (Ротентурмштрассе 18, Кёлльнерхофгассе 5)
Первоначально в здании располагалась таверна «У Золотого Волка», позже гостиница «Австрийский дворик» (разрушена в 1945 году).

### № 5 (Грихенгассе 6)
Бывшая пивная «У Коричневого Оленя», которую посещал Бетховен.

### № 10
Здесь весной 1828 жил Никколо Паганини, в то же время тут же проживал Йозеф Фишхоф. В этом доме 31 мая 1828 г. он вместе с Паганини дал сонатный концерт.

### № 11 (Грихенгассе 9) «У Красного Дракона»

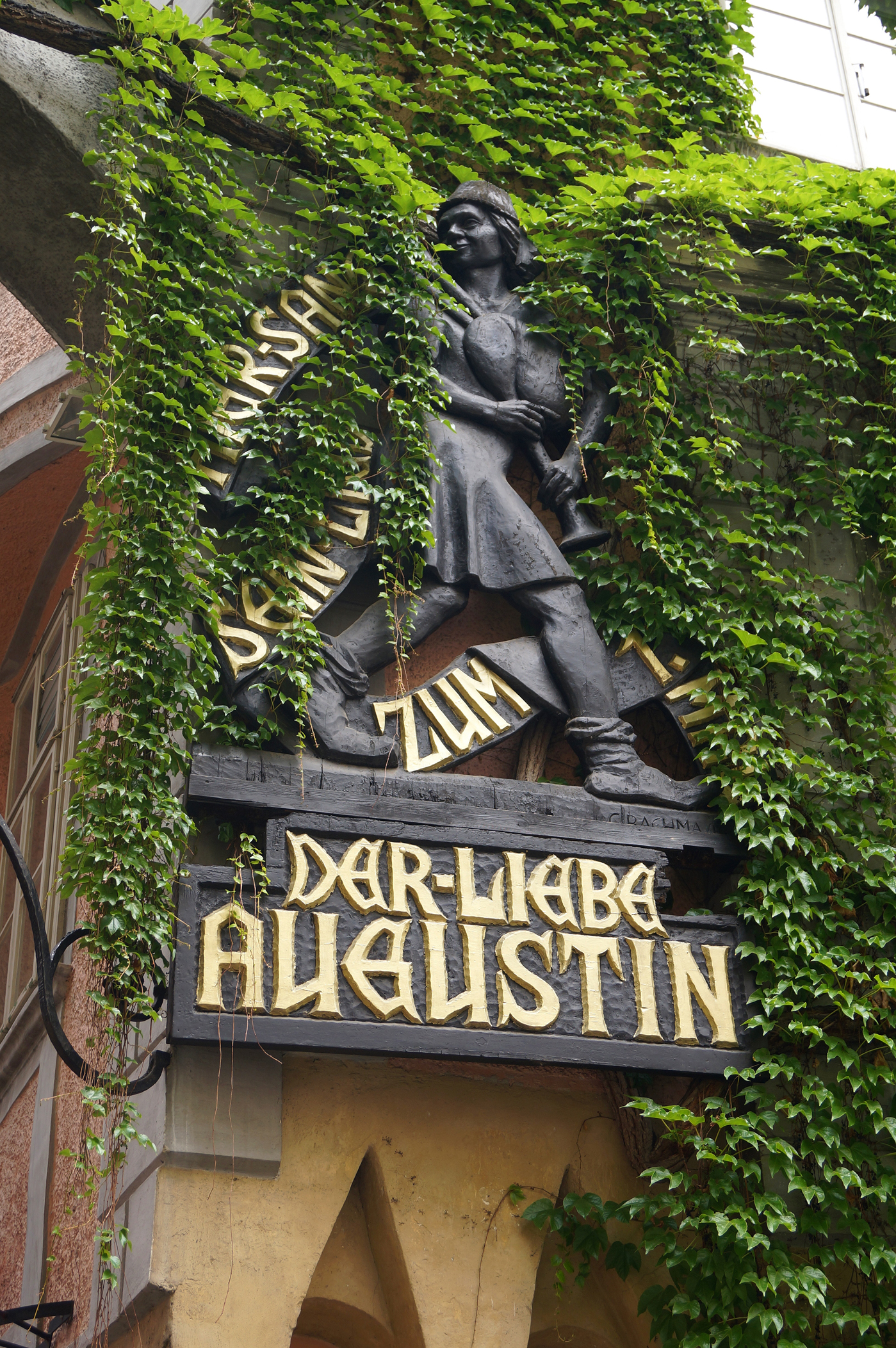
Автор песни «Ах, мой милый Августин»

С 1679 в доме располагается таверна Грихенбайсль, где согласно легенде была написана песня «Ах, мой милый Августин». В честь этого события на доме висит вывеска с изображением автора песни.

### № 13Троицкий собор
Православный храм построен в 1858 году Теофилом Хансеном, одним из авторов проекта улицы Рингштрассе. Работы проводились на деньги барона Георга Симона фон Сина, который добровольно пожертвовал сумму в размере 70 000 флоринов. Здание было выполнено в византийском стиле и богато украшено как внутри, так и снаружи.
С 1963 году собор является кафедральным Австрийской митрополии Константинопольского патриархата.

### № 15
Родной дом художника Морица фон Швинд, одного из самых близких друзей Франца Шуберта и жившего в этом доме до 1828 года. Здесь также проживал и умер поэт Генрих Иосиф Коллин.

### № 24
В этом здании последовательно располагались гостиница «Лондон», «У Белого Вола» и «Отель Рабль». С 1901 года в здании находится отель «Post».
С 6 октябре 1762 года по 1 января 1763 года в гостинице «У Белого Вола» останавливался Леопольд Моцарт со своими детьми во время первого визита в Вену.
Во время своей второй венской поездки в 1830 году тут же жил Шопен. В период с 1872 по 1876 гостями Белого Вола успел побывать Ференц Лист и Рихард Вагнер. Тут же располагалась камерная опера.

## Галерея

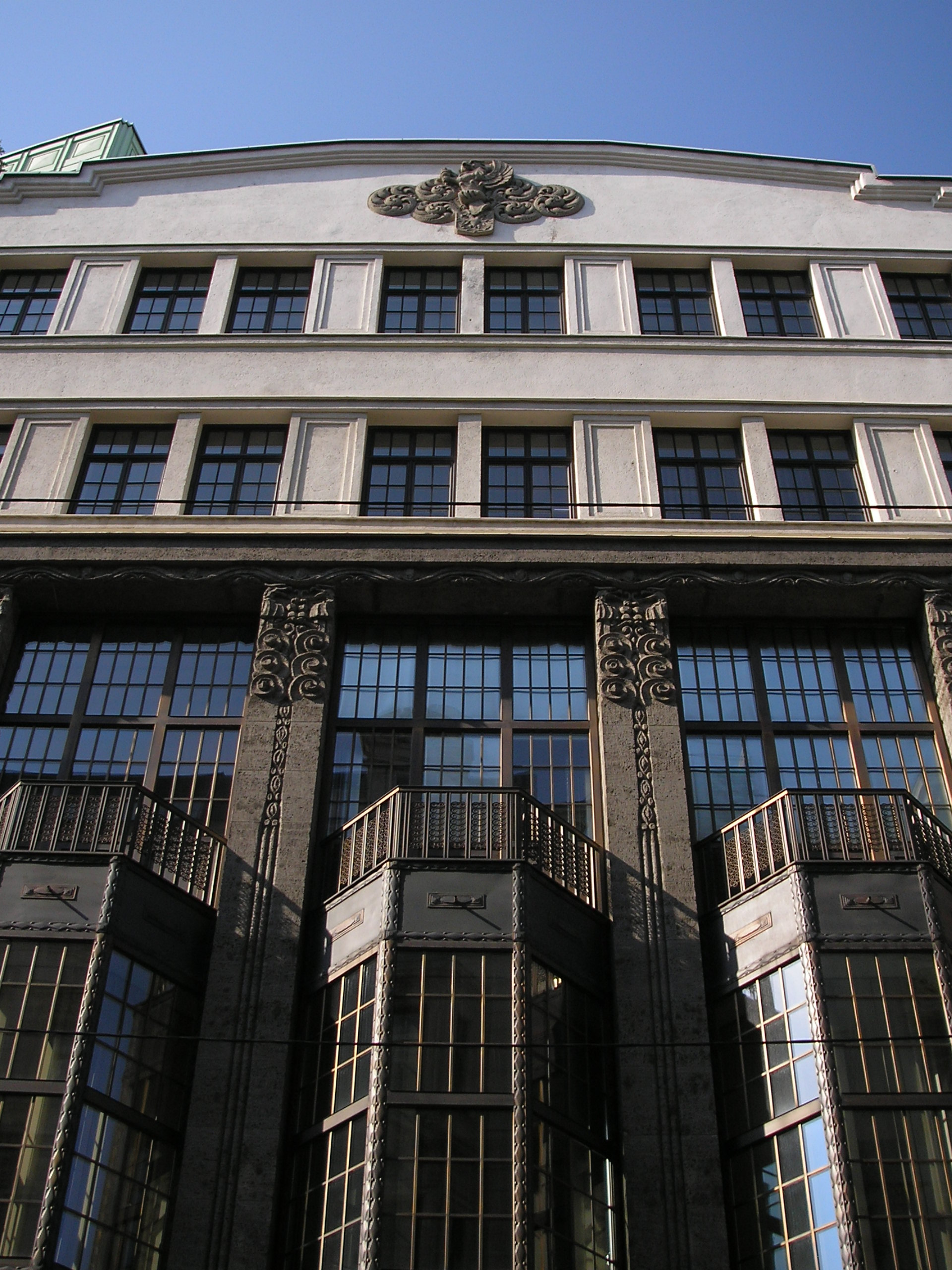
Здание архитектора Артура Барона
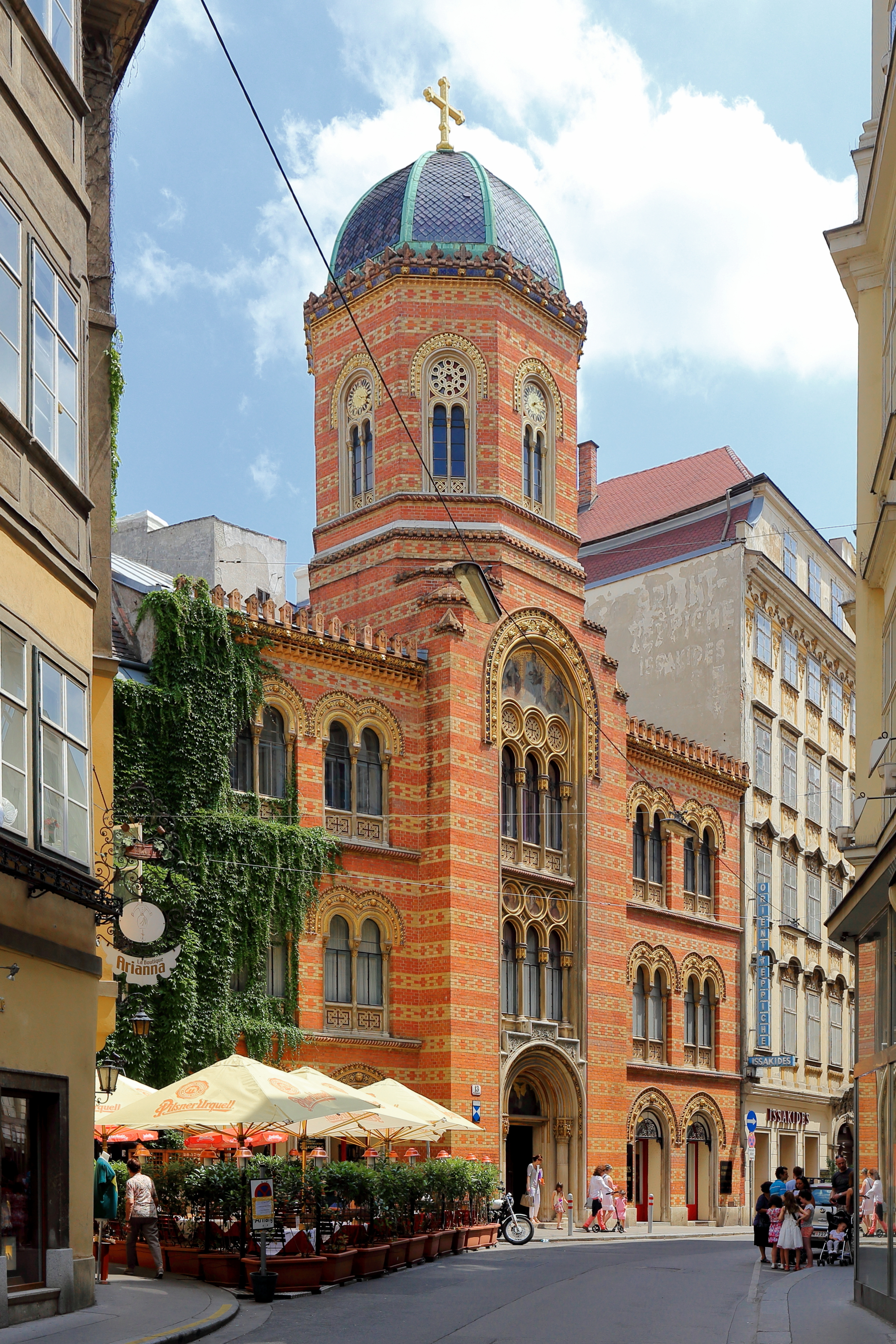
Свято-Троицкий собор на улице Фляйшмаркт
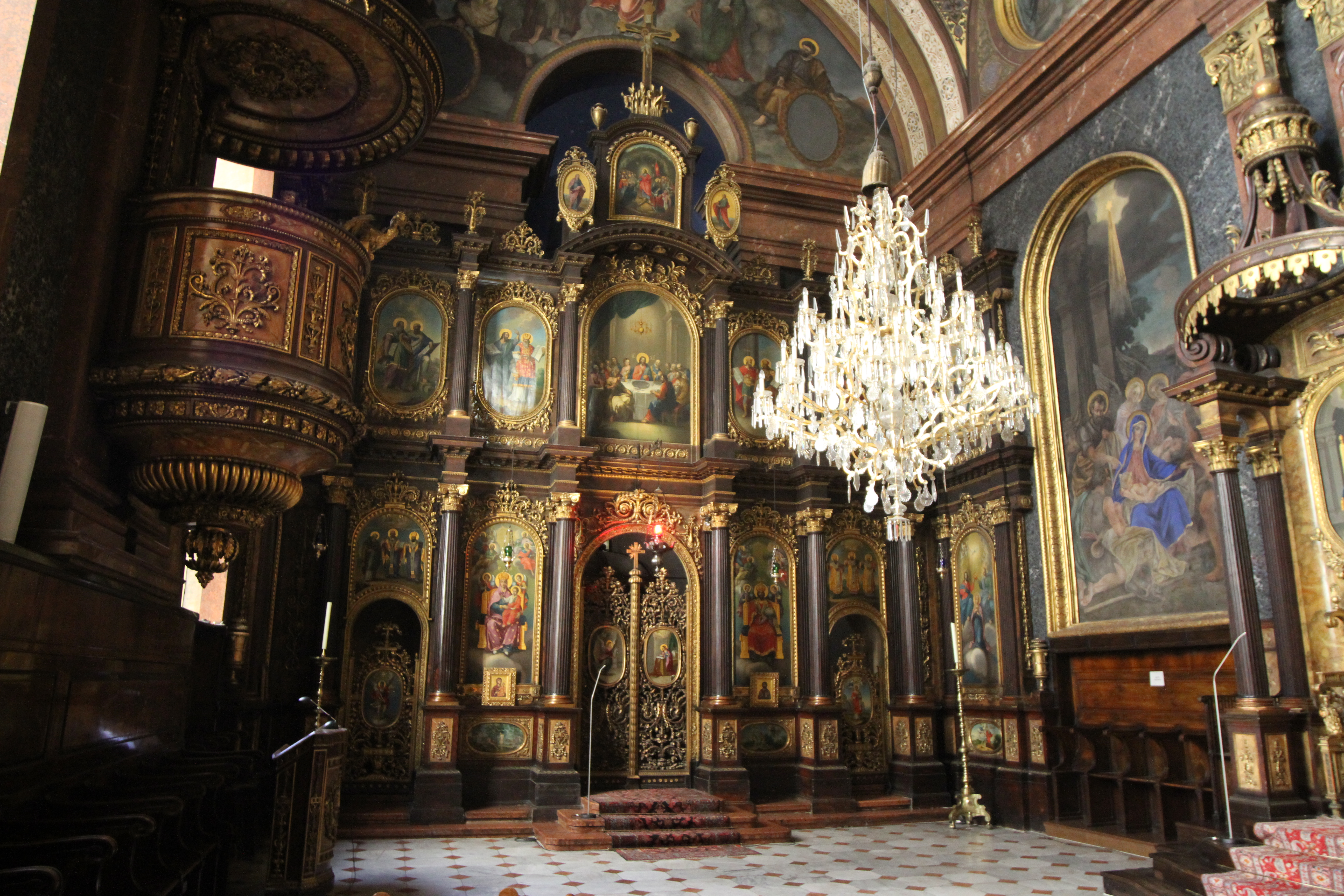
Внутреннее убранство церкви
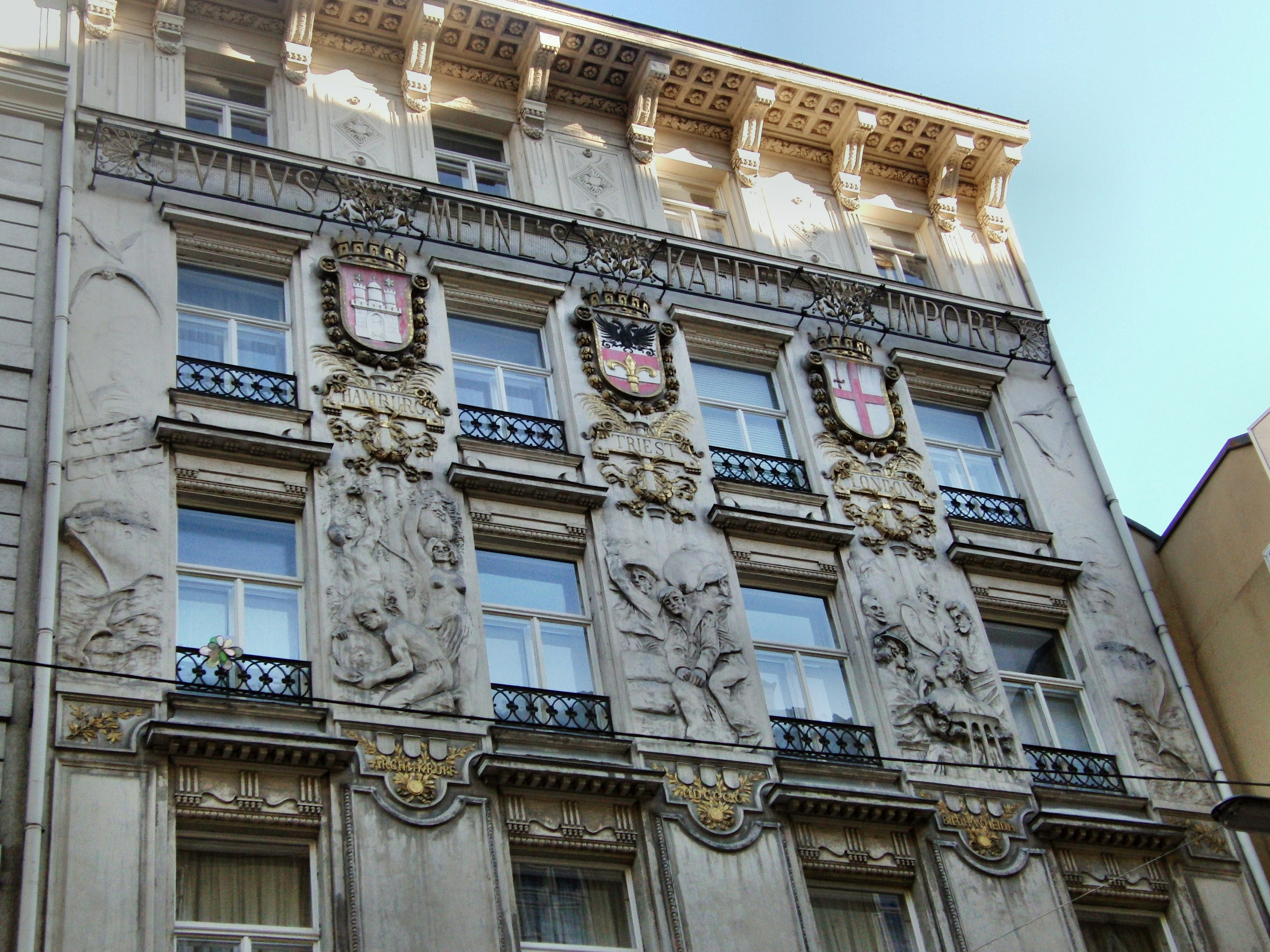
Фляйшмаркт, дом №7
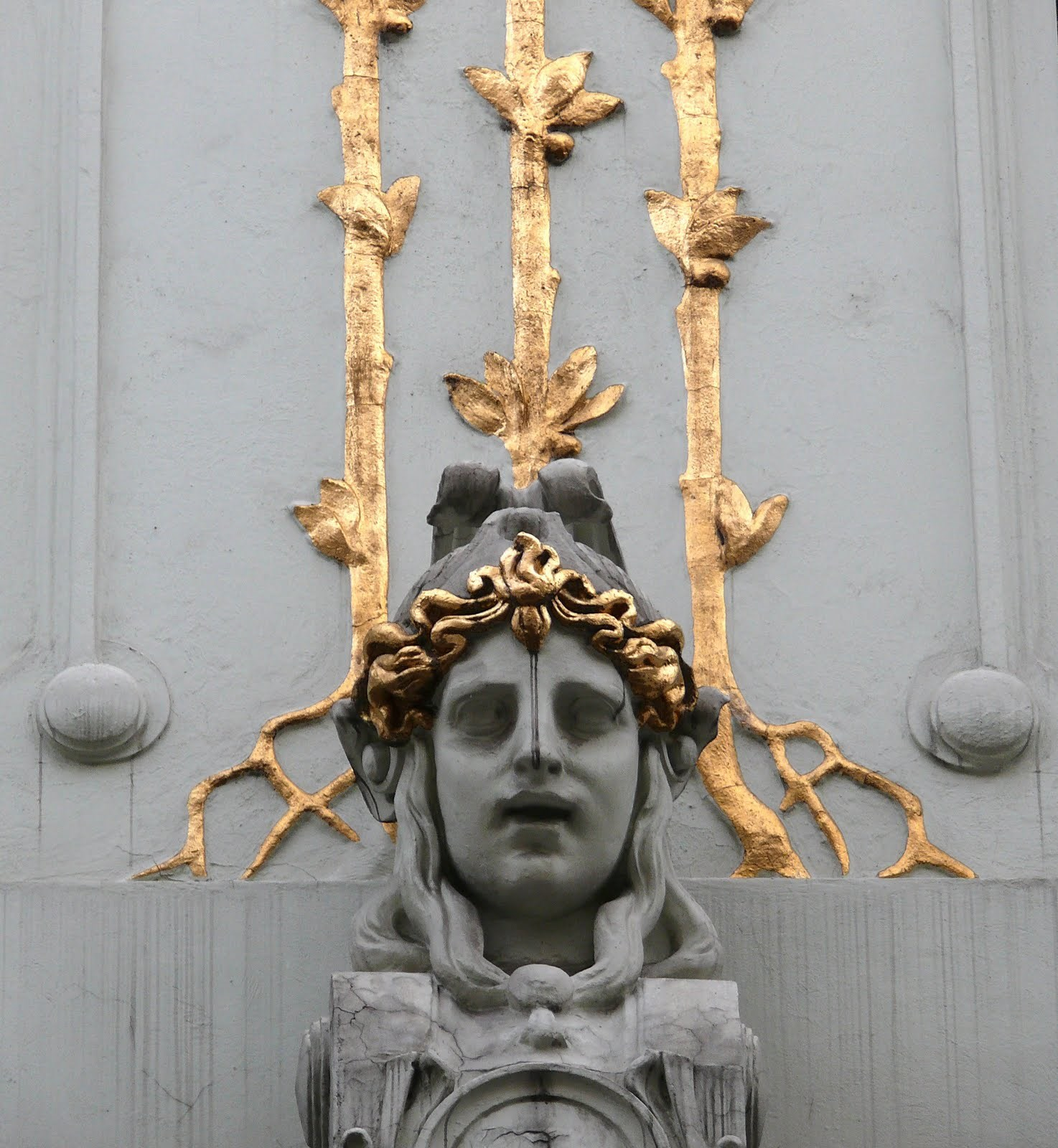
Элемент декора фасада дома №14
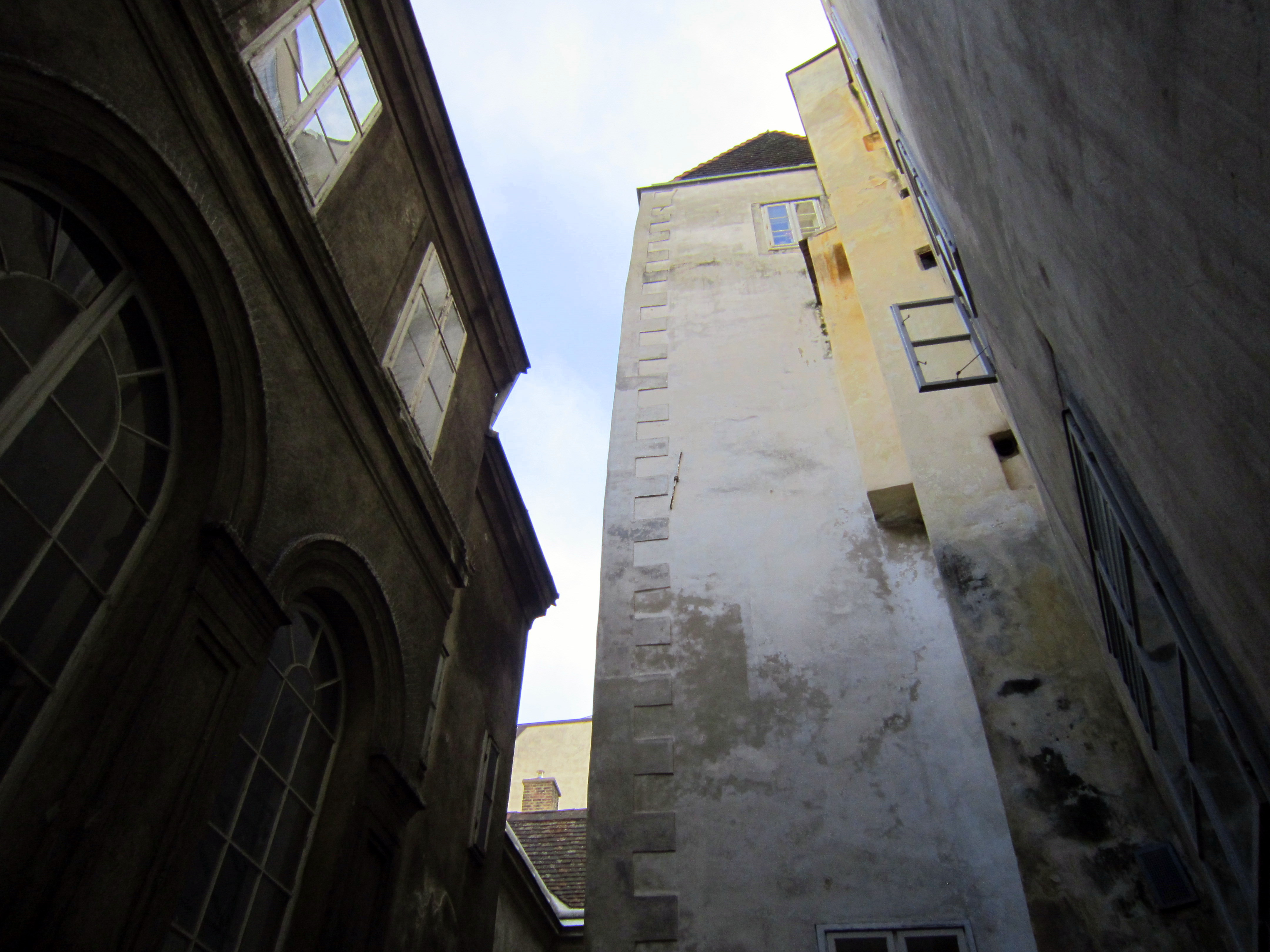
Жилая часть дома №11, один из немногих сохранившихся готических элементов Фляйшмаркта